# Мехралиев, Гусейн Эйваз оглы
Гусейн Эйваз оглы Мехралиев (азерб. Hüseyn Eyvaz oğlu Mehrəliyev; 28 января 1907, Джебраильский уезд — ?) — советский азербайджанский хлопковод, Герой Социалистического Труда (1950).

## Биография
Родился 28 января 1907 года в селе Бабы Джебраильского уезда Елизаветпольской губернии (ныне село в Физулинском районе Азербайджана).
В 1929—1968 годах — тракторист, бригадир Карягинской МТС, председатель колхоза имени Герая Асадова Физулинского района. В 1949 году получил в обслуживаемых колхозах урожай хлопка 40,3 центнера с гектара на площади 160 гектаров.
Указом Президиума Верховного Совета СССР от 12 июля 1950 года за получение высоких урожаев хлопка на поливных землях в 1949 году Мехралиеву Гусейну Эйваз оглы присвоено звание Героя Социалистического Труда с вручением ордена Ленина и золотой медали «Серп и Молот».
Активно участвовал в общественной жизни Азербайджана. Член КПСС с 1930 года.
С 1968 года — пенсионер союзного значения.